# Talisia macrophylla
Talisia macrophylla är en kinesträdsväxtart som först beskrevs av C. Martius, och fick sitt nu gällande namn av Ludwig Radlkofer. Talisia macrophylla ingår i släktet Talisia och familjen kinesträdsväxter. Inga underarter finns listade i Catalogue of Life.